# Darrell Fitton
Darrell Fitton, noto anche con lo pseudonimo di Bola o Jello (Manchester, ...), è un musicista inglese.
L'artista ha principalmente inciso musica per la Skam Records e viene ricordato per le sue collaborazioni con vari progetti musicali elettronici fra cui D-Breeze, Brahma, Ooblo e Gescom, un side project degli Autechre.

## Biografia
Dopo aver aiutato gli Autechre prestando loro alcune apparecchiature elettroniche durante gli inizi della loro carriera, Fitton ebbe la sua prima significativa esperienza in ambito musicale partecipando all'incisione del loro album d'esordio Incunabula (1993). Fitton esordì con la traccia Blipsalt, inclusa nella compilation della Warp Records Artificial Intelligence II, pubblicata nel 1994. Nel 1995, il musicista inglese pubblicò il dodici pollici 1, uscito a nome Bola, mentre, durante l'anno seguente, incise la musica di Plink con i Brahma (ovvero Dennis Bourne e Wayne Edwards). Dopo aver lasciato il gruppo, Fitton pubblicò il primo album in studio Soup , uscito nel 1998 con la sigla Bola. L'album fu definito "un'impressionante sintesi ambientale di post-techno dall'anima analogica calda e sognante per ritmi di macchine". Nel 2000 uscì una serie di tre EP intitolata Shapes distribuita in sole trecento copie. L'antologia fu rimasterizzata e ristampata con tracce bonus nel 2006. Dopo diversi anni di inattività, l'artista di Manchester pubblicò D.E.G. nel 2017. Suoi sono remix per altri rinomati artisti come i Lamb, Aqualung, Bass Communion e Martin Gore.

## Discografia

### Come Bola
- 1998 – Soup
- 2001 – Fyuti
- 2004 – Gnayse
- 2006 – Shapes
- 2007 – Kroungrine
- 2017 – D.E.G

### Come Jello
- 2002 – Voile